# Pliomys
Pliomys — вимерлий рід лісових полівок, підродини Arvicolinae, триби Pliomyini (Musser and Carleton, 2005). Одним із представників є вимерлий вид Pliomys episcopalis. Рід був описаний Мехелі в 1914 році і є парафілетичним щодо Dinaromys. Вік оцінюється в 2.588–0.012 Ma (пліоцен, плейстоцен); локація: Європа.